# Santarcangelo Calcio
Il Football Club Young Santarcangelo, meglio noto come Santarcangelo, è una società calcistica italiana con sede nella città di Santarcangelo di Romagna. Milita in Promozione, sesta divisione del campionato italiano.
La squadra è stata costituita nel 1926 con il nome di Santarcangelo Calcio ed ha partecipato a sette campionati professionistici, raggiungendo come livello più alto la Lega Pro, terzo livello calcistico italiano, dove il miglior risultato è costituito da due undicesimi posti (consecutivi).
Nel 2019 rinuncia ad iscriversi al campionato d'Eccellenza, dopo aver perso i playout di Serie D, e riparte successivamente dalla Terza Categoria nel 2020 col nome di F.C. Young Santarcangelo.
I colori del club (e di quello attuale) sono il giallo e il blu e disputa le partite di casa allo stadio Valentino Mazzola.

## Storia

### Le origini
La squadra fu fondata nel 1926, col nome di Santarcangelo Calcio, adottando come colori il giallo e il blu, gli stessi della città di Santarcangelo.
La società, nel corso della sua storia, ha avuto diverse denominazioni quali: Unione Sportiva G. Lombardini nell'immediato dopoguerra, poi, mutato e trasformato in Unione Sportiva dopo lavoro Lombardini. Quest'ultima denominazione fu nuovamente cambiata dopo la seconda guerra mondiale in Santarcangiolese e poi in Associazione Sportiva Santarcangiolese. Negli anni '80 la società fu trasformata in Unione Sportiva Santarcangelo Rgd, poi in Unione Sportiva Santarcangiolese e infine negli anni della Serie D in A.S.D. Santarcangelo. Con l'avvento nel professionismo, nel 2011 è stata trasformata in Santarcangelo Calcio Srl.

### La promozione ai campionati nazionali
Il club gialloblù si è affacciato nella massima divisione dilettantistica nel 1982 con la prima e storica promozione nel Campionato Interregionale sotto la guida tecnica di Nicoletti.
Dopo sette stagioni nel Campionato Interregionale 1989-1990 arrivò un'amara retrocessione con Elvio Selighini in panchina, poi, nel 1996-1997, con il ritorno in Eccellenza, il portiere Claudio Ruffolo diventò il portiere più imbattuto della storia del club con i suoi 523 minuti d'imbattibilità, ciononostante in quella stagione, il Santarcangelo perse lo spareggio per la Serie D contro il Boca posticipando la promozione all'anno seguente. Tredici stagioni dopo, grazie al campionato vinto nell'annata 2010/2011 contro formazioni più quotate come Teramo e Rimini, i romagnoli conquistarono il loro primo campionato tra i professionisti nella Lega Pro Seconda Divisione grazie ad Angelini in panchina, il quale, ebbe un passato da calciatore nel Santarcangelo ottenendo 77 punti frutto di 22 vittorie, 11 pareggi e 5 sconfitte per un totale di 66 gol fatti e 20 subiti.

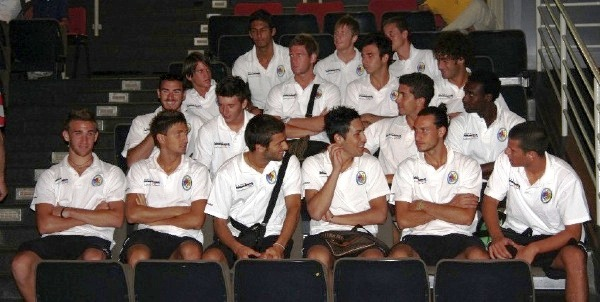
I giocatori del Santarcangelo nel corso della presentazione ufficiale della stagione 2009-2010.

Nella Serie D 2008-2009, il Santarcangelo si è piazzato in dodicesima posizione; nel campionato successivo (stagione 2009/10) la squadra si ritrova ad affrontare la Serie D nel girone D che chiuderà al quinto posto, mentre nella stagione 2010-2011 la compagine milita ancora in Serie D nel girone F facendo un ottimo campionato classificandosi addirittura primo in classifica seguito da Teramo e Rimini (che dopo il fallimento ripartiva dalla serie D) e festeggiando la promozione in Lega Pro Seconda Divisione dopo ben 14 stagioni consecutive in Serie D. 

### L'arrivo tra i professionisti
La prima stagione nei professionisti si conclude con ottimo nono posto, poi, nella stagione successiva di Lega Pro Seconda Divisione 2012-2013, i gialloblù si piazzarono dodicesimi.
In seguito ad approfondite analisi da parte dei soci fondatori dell'AS Squadramia (associazione sportiva senza fini di lucro, che si propone lo scopo di acquistare e gestire, anche via web, una squadra di calcio italiana, sulla base del precedente inglese dell'Ebbsfleet United F.C.), effettuate congiuntamente ai dirigenti delle squadre arrivate alla fase finale del vaglio, l'ASD Santarcangelo Calcio è stata scelta quale squadra ideale per il progetto ed è stata sottoposta a “votazione finale” da parte dei soci-presidenti.
In data 23 luglio 2009, l'ASD Santarcangelo Calcio è stata scelta dai soci fondatori dell'AS Squadramia come squadra sulla quale fondare il progetto, con il 96,4% di preferenze (votazione effettuata dal 70% circa degli aventi diritto al voto). La trattativa tra l'AS Squadramia e l'ASD Santarcangelo Calcio si è di fatto conclusa il 12 agosto 2009, quando il 98% dei soci fondatori dell'AS Squadramia ha deciso di acquisire un'iniziale quota di minoranza dell'ASD Santarcangelo, pari al 10%. L'avventura con Squadramia termina nel 2012. Il vero capolavoro però sarà compiuto nel 2013-14. In un girone in cui retrocedono nove formazioni su diciotto, il Santarcangelo termina in quinta posizione, guadagnandosi quindi la promozione in Lega Pro unica.

### La Lega Pro/Serie C e il ritorno tra i dilettanti
Con la stagione 2014-15 in terza serie, la società di via della Resistenza raggiunge quindi il punto più alto della propria storia. Anche nella stagione 2015-16 il Santarcangelo si è confermato nuovamente in Lega Pro Unica e nel 2016-17 ha sfiorato i play off piazzandosi all’undicesimo posto. A dicembre 2017 della società gialloblù è acquisita dall’imprenditore croato Ivan Meštrović. Il nuovo presidente del Santarcangelo è anche proprietario dell’NK Osijek, formazione che milita nella Prva HNL (massima divisione croata), acquisita nel febbraio del 2016 da ultima in classifica e sull’orlo del fallimento e proiettata in meno di due anni d’investimenti ai preliminari di Europa League. Nonostante l'arrivo di Ivan Meštrović il Santarcangelo viene retrocesso in Serie D, dopo aver perso i play-out contro il Vicenza (2-1; 1-1).
Il ritorno tra i dilettanti vede il Santarcangelo, con allenatore Daniele Galloppa, stazionare nelle parti basse della classifica del girone F della Serie D, rendendo necessaria la disputa dei play-out per il mantenimento della categoria. L'avversario designato è l'Avezzano che riesce a imporsi sui romagnoli con il risultato di 2 a 1 facendoli retrocedere in Eccellenza.

### Lo scioglimento
A fine stagione la società decide di non iscrivere la prima squadra al campionato di Eccellenza Emilia-Romagna, decretandone lo scioglimento.
Nel 2020 riparte con il nome di Young Santarcangelo nel campionato di terza categoria

## Colori e simboli

### Colori
I colori del Santarcangelo Calcio sono fin dalla sua fondazione il giallo e il blu, tratti dal vessillo comunale di Santarcangelo di Romagna.

### Simboli ufficiali

#### Stemma
Lo stemma del Santarcangelo Calcio, adottato nel 2018 è un cerchio con bordo oro e sfondo blu, al cui interno si trova il disegno di una caveja e di un gallo in oro. Nella parte in alto è presente la scritta Santarcangelo mentre ai lati, diviso in due si trova l'anno di fondazione e nella parte inferiore è presente la scritta Romagna Calcio.
Il precedente stemma, in uso fino al 2018 era di forma ovale con contorno blu dove c'era scritto in giallo il nome della squadra. L'interno era diviso in due parti: una gialla e l'altra blu sopra le quali c'era disegnata la caveja e un gallo rosso sopra ad i pallone da calcio.

Lo stemma in uso fino al 2018.

## Strutture

### Stadio

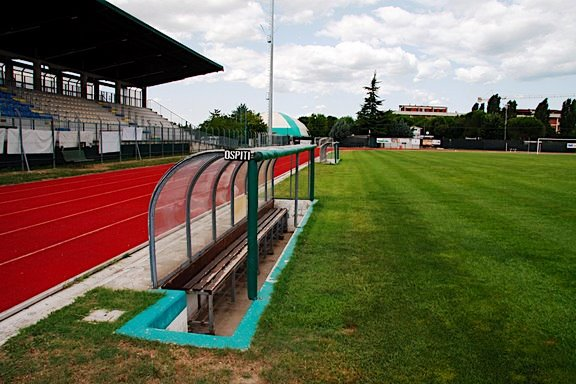
Una visuale dal campo dello Stadio Valentino Mazzola.

In origine, la squadra romagnola disputava le proprie partite interne presso il Campo della Fiera e presso l'area Francolini.
Il Santarcangelo disputa gli incontri casalinghi allo stadio Valentino Mazzola, intitolato al giocatore capitano e simbolo del Grande Torino, deceduto nella tragedia di Superga. La Santarcangiolese, questo il nome della squadra all'epoca, vi iniziò a giocare a partire dai primi anni settanta.
La capienza effettiva dell'impianto era di 1565 unità così distribuiti: 1050 posti a sedere per la tifoseria locale e 515 posti (a sedere) nel reparto dedicato al settore ospiti. Dopo i lavori di adeguamento alle norme vigenti, la capienza è stata aumentata a 2.610 posti, gran parte distribuiti nella tribuna centrale, interamente coperta.

### Centro di allenamento
Il Santarcangelo disputa le proprie sedute di allenamento presso i campi, in erba naturale o sintetica, che sorgono intorno allo stadio Valentino Mazzola.

## Società

### Sponsor
| Cronologia degli sponsor tecnici - 2002-2009 Sportika - 2009-2016 Asics - 2016-2018 Joma - 2018-2019 Nike - 2021- Joma e Puma | Cronologia degli sponsor ufficiali - 2002-2009 Ripa Bianca - 2009-2015 Centro Petroli Baroni, F.O.A.Z. - 2015-2018 Centro Petroli Baroni, Maxisuola - 2018-2019 Nessuno |

## Allenatori e presidenti
- 1926-1981 ...
- 1981-1985  Walter Nicoletti
- 1985-1986  Franco Varrella
- 1986-1989 ...
- 1989-1991  Elvio Selighini
- 1991-1993 ...
- 1993-1994  Elvio Selighini
- 1994-2002 ...
- 2002-2003  Massimo Bronzetti
- 2003-2004  Giuseppe Terenzi
- 2004-2005  Massimo Bronzetti
- 2005-2006  Mirco Papini
- 2006-2009  Maurizio Marin
- 2009-2010  Roberto Rossi
- 2010-2012  Giuseppe Angelini
- 2012-2013  Filippo Masolini

 Agatino Cuttone
- 2013-2014  Fabio Fraschetti
- 2014-2015  Fabio Fraschetti

 Agatino Cuttone
- 2015-2016  Lamberto Zauli
- 2016-2017  Michele Marcolini
- 2017-2018  Karel Zeman

 Alberto Cavasin
 Giuseppe Angelini
- 2018-2019  Daniele Galloppa
- 2020-2023  Davide Nicolini

 Massimo Zanini
- 1926-1993 ...
- 1993-2017  Roberto Brolli
- 2017-2019  Ivan Meštrović
- 2020-  Nelson Nicolini

## Calciatori

### Capitani
- ... (1926-?)
- Filippo Baldinini (?-2013)
- Michele Nardi (2013-2017)
- Daniele Dalla Bona (2017-2018)
- Emmanuel Cascione (2018)

## Palmarès

### Competizioni interregionali
- Serie D: 1

2010-2011 (girone F)

### Competizioni regionali
- Eccellenza: 1

1995-1996 (girone B)
- Promozione: 2

1979-1980 (girone A), 1981-1982 (girone A)

### Altre competizioni
- Terza Categoria: 1

2021-2022 (girone B)
- Seconda Categoria: 1

2022-2023 (girone O)
- Prima Categoria: 1

2023-2024 (girone H)

## Statistiche e record

### Partecipazione ai campionati
| Livello | Categoria                       | Partecipazioni | Debutto   | Ultima stagione | Totale |
| ------- | ------------------------------- | -------------- | --------- | --------------- | ------ |
| 3º      | Lega Pro                        | 3              | 2014-2015 | 2016-2017       | 4      |
| 3º      | Serie C                         | 1              | 2017-2018 | 2017-2018       | 4      |
| 4º      | Lega Pro Seconda Divisione      | 3              | 2011-2012 | 2013-2014       | 4      |
| 4º      | Serie D                         | 1              | 2018-2019 | 2018-2019       | 4      |
| 5º      | Campionato Interregionale       | 8              | 1982-1983 | 1989-1990       | 22     |
| 5º      | Campionato Nazionale Dilettanti | 2              | 1997-1998 | 1998-1999       | 22     |
| 5º      | Serie D                         | 12             | 1999-2000 | 2010-2011       | 22     |

### Statistiche individuali
Il miglior finalizzatore della squadra santarcangiolese è Campana che con le 22 reti nel campionato di Promozione Emilia-Romagna 1971-1972 risultò essere il migliore nella storia del club. Il bomber storico della società è stato invece l'attaccante Rosario Castronuovo che segnò 28 reti in una singola stagione.
Il giocatore con più presenze in società è Giovanni Spadazzi, che militò nel Santarcangelo per oltre dieci anni e, appese le scarpette al chiodo, iniziò ad occuparsi del settore giovanile gialloblù. 
Il calciatore più famoso passato dal vivaio del Santarcangelo Calcio e anche nativo di Santarcangelo di Romagna, è Nicola Pozzi. Inoltre a Santarcangelo di Romagna rimase nelle vesti di allenatore anche se per poco tempo, Gino Stacchini, che totalizzò oltre 250 presenze con la maglia della Juventus.